# Serigne Koïté
Serigne Moctar Koïté (ur. 1 lutego 1996 w Dakarze) – senegalski piłkarz grający na pozycji środkowego pomocnika. Od 2021 jest piłkarzem klubu Teungueth FC.

## Kariera piłkarska
Swoją piłkarską karierę Koïté rozpoczął w klubie US Gorée. W sezonie 2018/2019 zadebiutował w nim w pierwszej lidze senegalskiej. W 2021 roku odszedł do Teungueth FC. W sezonie 2023/2024 wywalczył z nim mistrzostwo Senegalu.

## Kariera reprezentacyjna
W reprezentacji Senegalu Koïté zadebiutował 18 stycznia 2023 w przegranym 0:1 meczu Mistrzostw Narodów Afryki 2023 z Ugandą, rozegranym w Annabie.